# Tjarnabyggð
Tjarnabyggð é uma localidade na Islândia, com uma população de cerca de 106 habitantes em 2018.